# Haw Phra Kaew

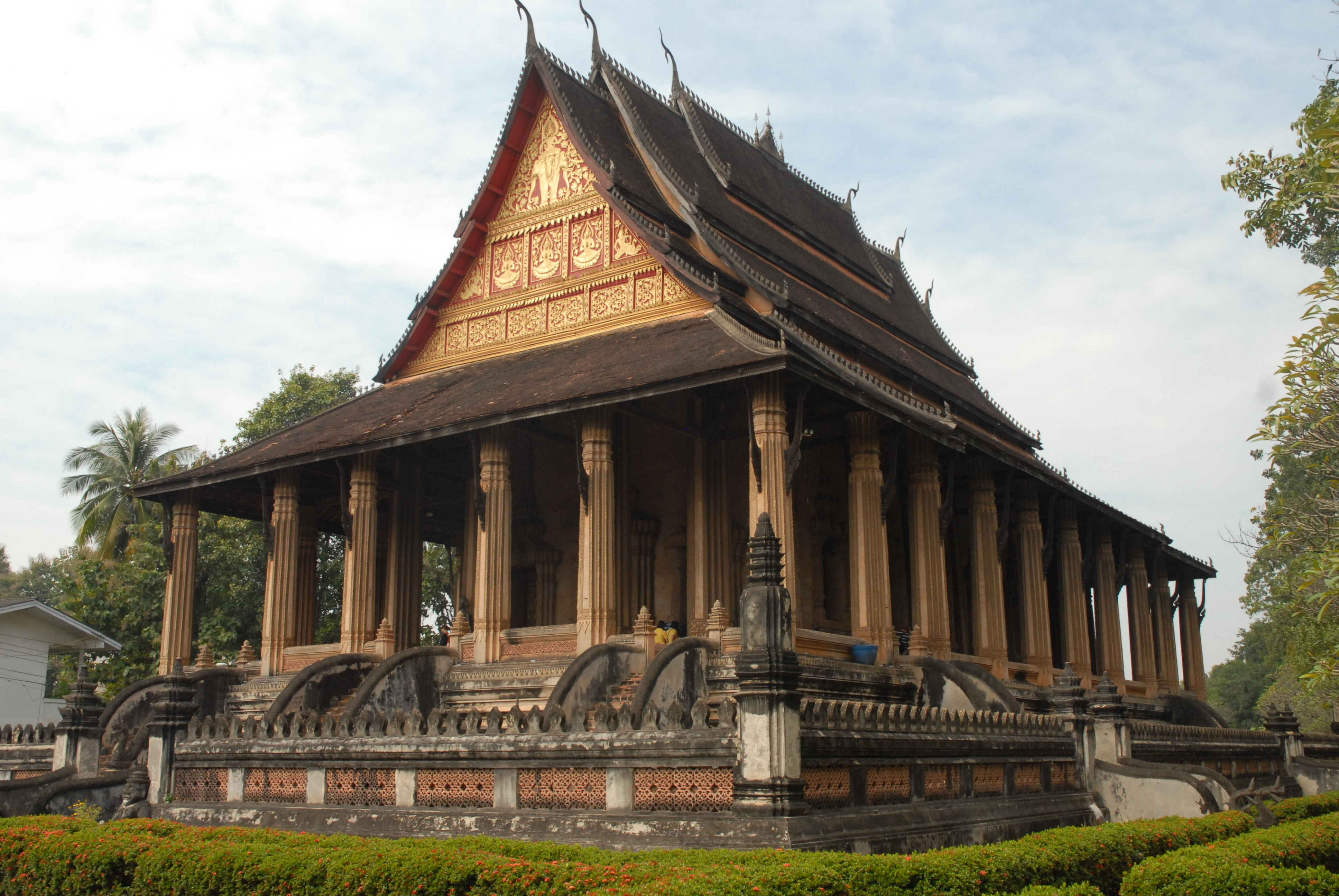
Haw Phra Kaew

Haw Phra Kaew (în laoțiană ຫໍ ພະ ແກ້ວ), de asemenea, scris ca Ho Prakeo, Hor Pha și alte grafii Keo similare, este un fost templu în Vientiane, Laos. Este situat pe Strada Setthathirath, la sud-est de Wat Si Saket. A fost construit în 1565 pentru a găzdui Buddha de Smarald, dar a fost reconstruit de mai multe ori. Interiorul găzduiește acum un muzeu de artă religioasă și un mic magazin.

## Istoria

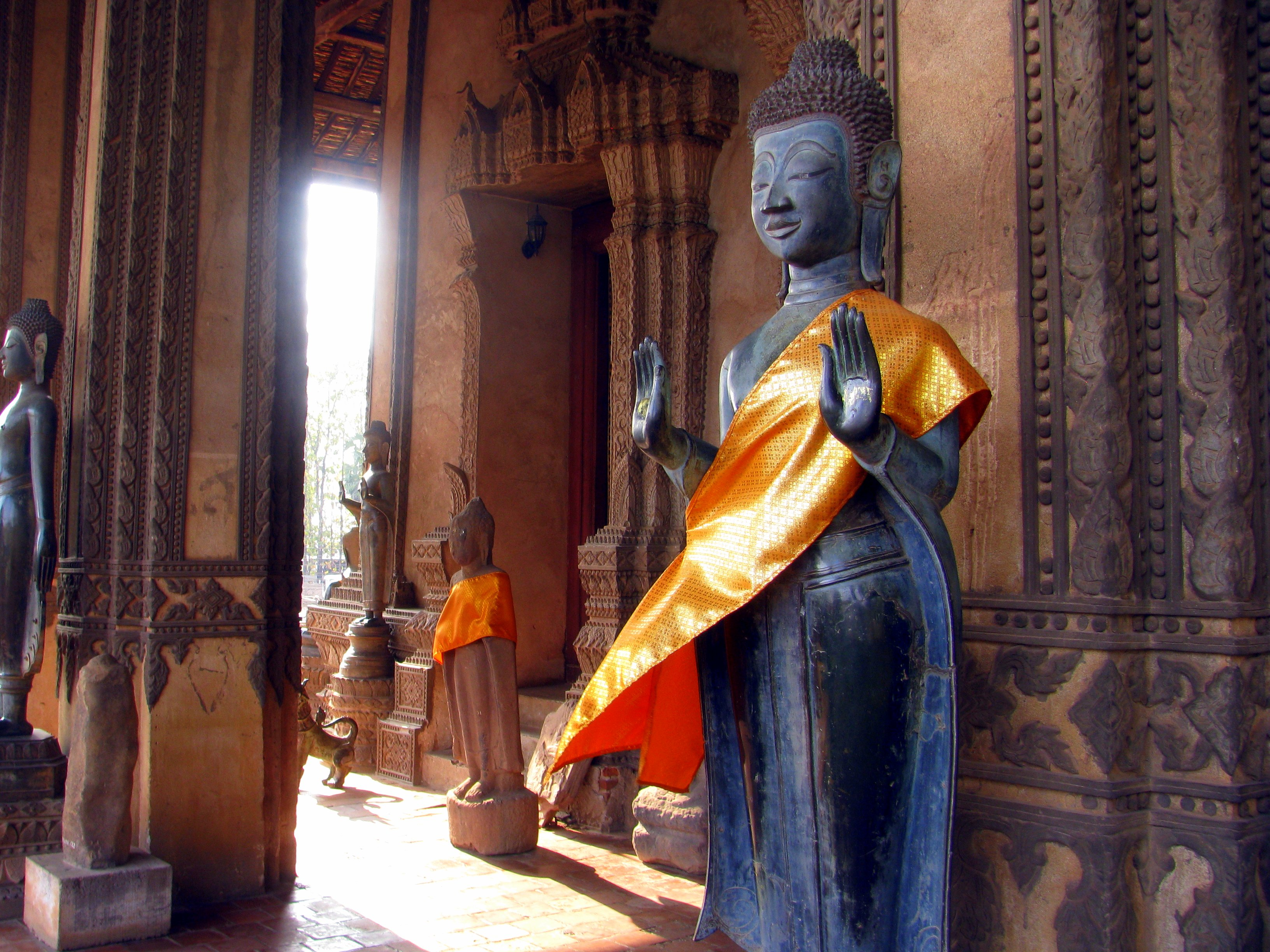
Statui cu Buddha în picioare

Haw Phra Kaew a fost construit în 1565-1566 la ordinele regelui Setthathirath după ce a mutat capitala de la Luang Prabang la Vientiane. Templul a fost construit pe locul palatului regal pentru a găzdui statuia Buddha de Smarald, pe care Setthathirath a adus-o din Chiang Mai, pe atunci capitala regatului Lan Na, la Luang Prabang. Templul a fost folosit ca locul personal de rugăciune al lui Setthathirath, și din această cauză, nu au existat călugări rezidenți în acest templu, spre deosebire de alte temple din Laos. Buddha de Smarald a rămas în templu timp de peste 200 de ani, dar în 1779, Vientiane a fost cucerit de generalul siamez Chao Phraya Chakri (care a fondat actuala dinastie Chakri a Thailandei), iar statuia a fost dusa la Thonburi și templul distrus. Buddha se află acum în Wat Phra Kaew din Bangkok, și este considerat obiectul protector al Thailandei.
Templul a fost reconstruit în 1816 de către regele Anouvong, cu o nouă imagine creată în locul statuii pierdute a lui Buddha de Smarald. Cu toate acestea, templul a fost din nou distrus în anul 1828, când regele Anouvong s-a răzvrătit împotriva Siamului, în încercarea de a recâștiga independența deplină, și Vientiane a fost distrus complet de către forțele siameze ca represalii. Templul ruinat era descris într-un desen al lui Louis Delaporte (c.1867). Templul a fost reconstruit de francezi între 1936 și 1942 în timpul perioadei coloniale a Indochinei franceze. Structurile care au supraviețuit din templul vechi au fost folosite ca fundament pentru reconstruire; chiar dacă a urmat planul templului vechi, templul reconstruit seamănă mai mult cu un bot în stil Bangkok din secolul al XIX sau sim. În anii 1970 templul a fost transformat dintr-un loc de cult in muzeu. A fost restaurat din nou în 1993.

## Expoziții

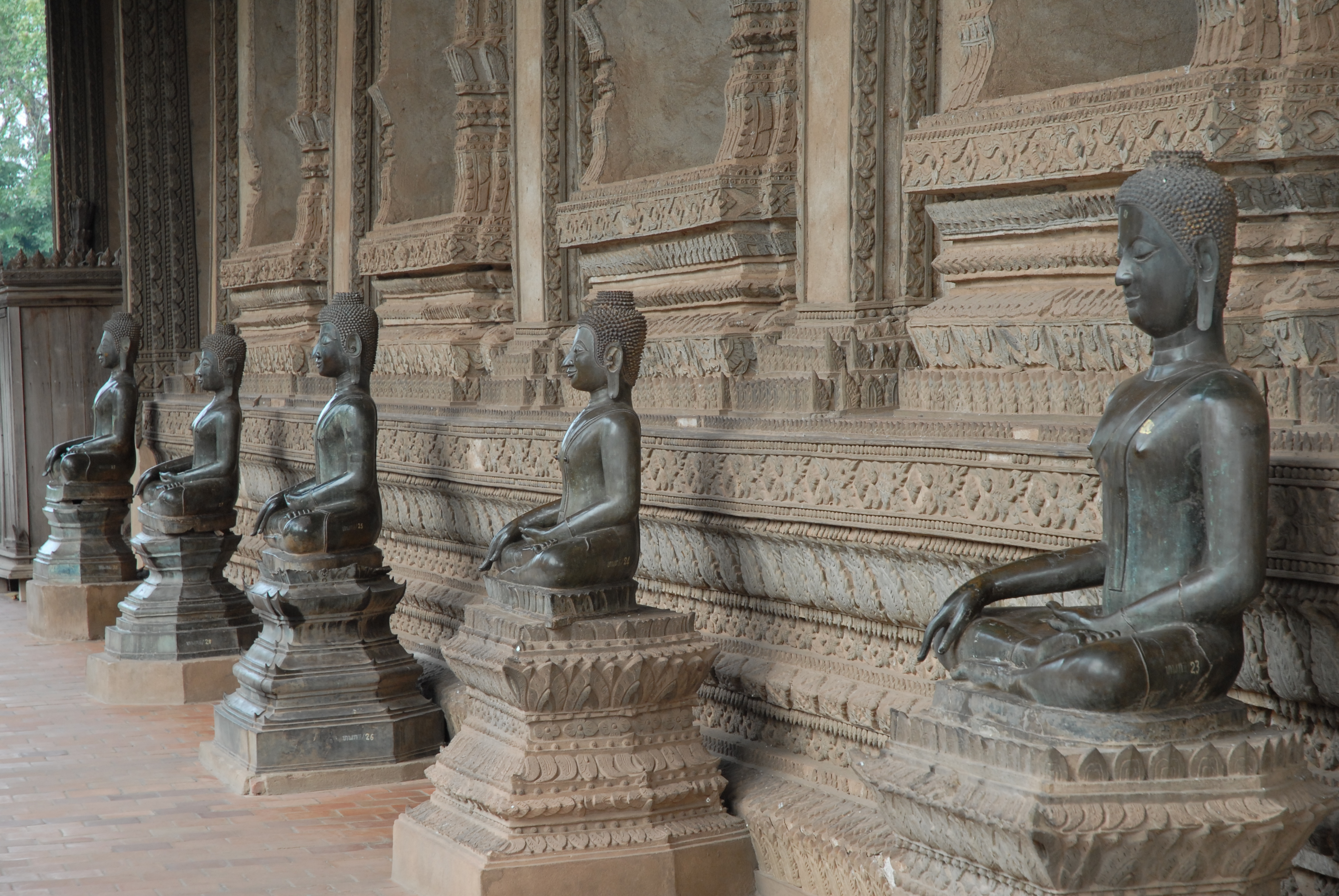
Statuid Buddha de bronz la Haw Phra Kaew

Haw Phra Kaew este folosit acum ca muzeu unde sunt prezentate unele dintre cele mai bune exemple de artă religioasă din Laos. Un număr de statui Buddha sunt plasate pe terasă, inclusiv Buddha de piatră datând din secolul al VI-lea până în secolul al IX-lea, precum și Buddha de bronz în picioare sau Buddha așezat din perioade ulterioare. Mai multe imagini cu Buddha sunt afișate în sim - sim-ul este sala principală de hirotonire în care se desfășoară ceremonia religioasă. Ușile din lemn sculptat ale sim-ului sunt cele originale ale templului vechi. Imaginile prezentate cu Buddha includ o copie din lemn a lui Phra Bang, protectorul Laosului. Există, de asemenea, un tron aurit pentru Buddha de Smarald, stele khmere de piatra, sculpturi în lemn, tambururi de bronz și manuscrise budiste scrise pe frunze de palmier. 
Clădirea este situată într-o grădină amenajată, iar printre elementele din grădină se mai afla un vase de piatră vechi de 2000 ani din Câmpia Vaselor de pe Platoul Xiengkhouang.

## Galerie

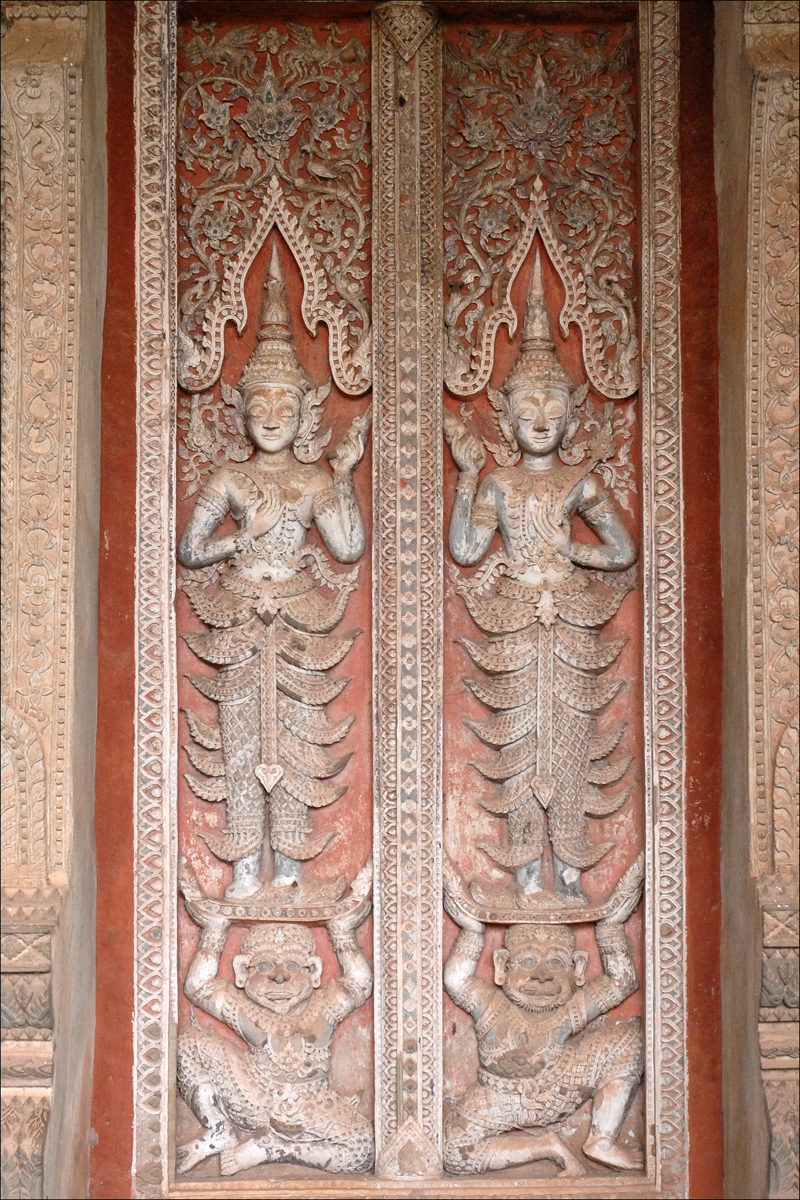
Ușa către sim sculptată în relief
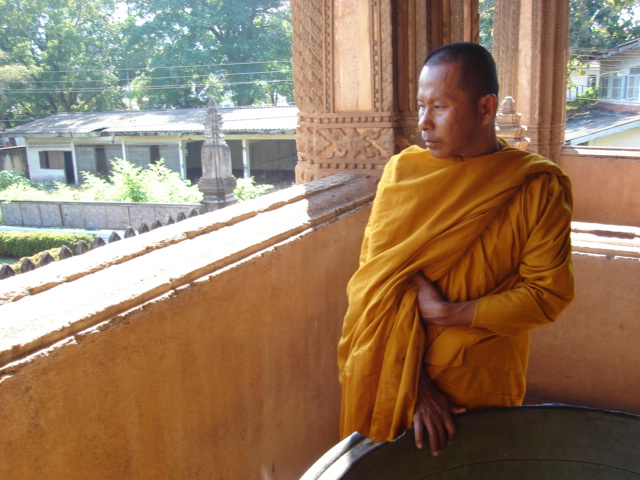
Călugăr la Haw Phra Kaew
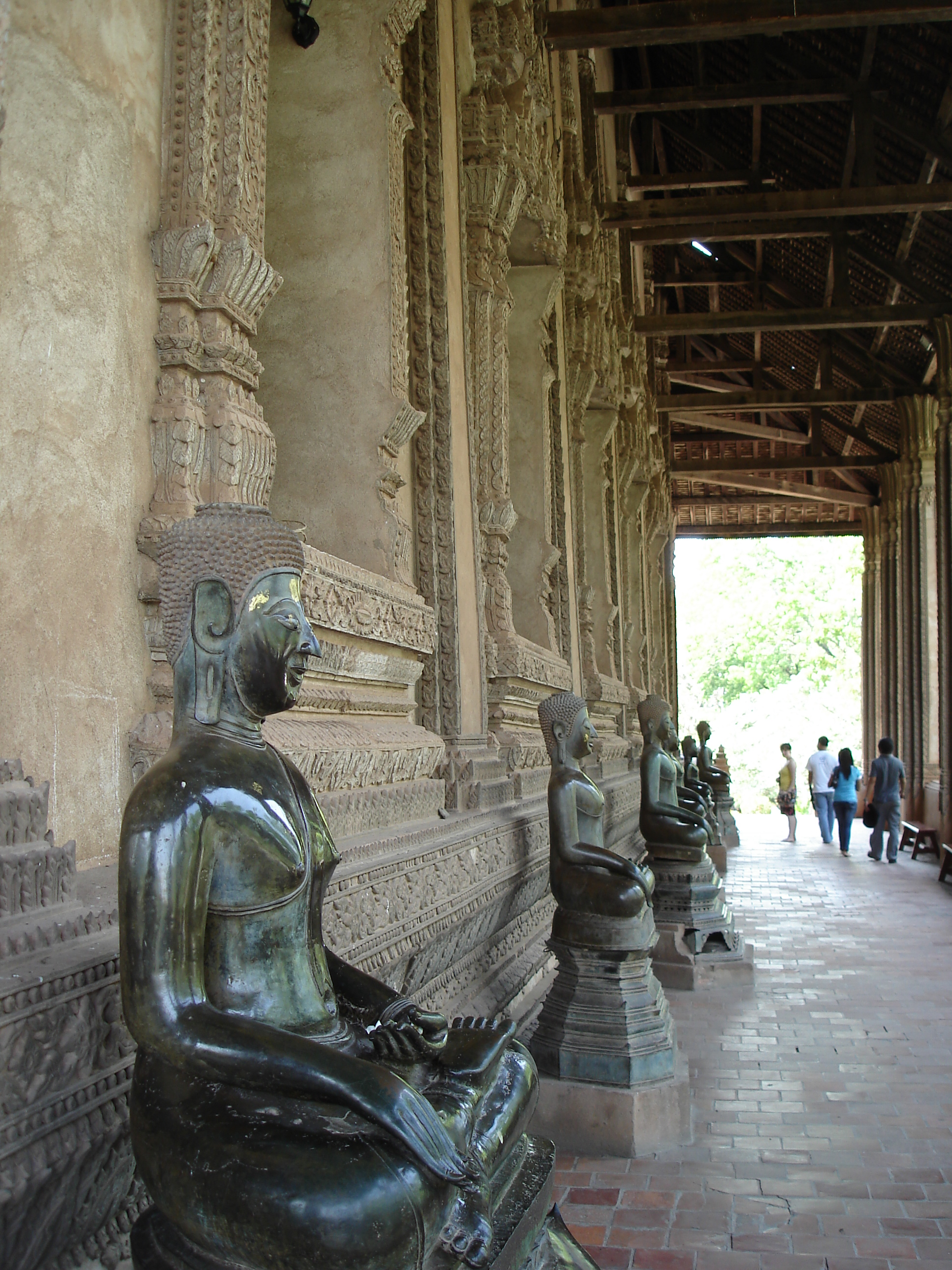
Statui Buddha șezând
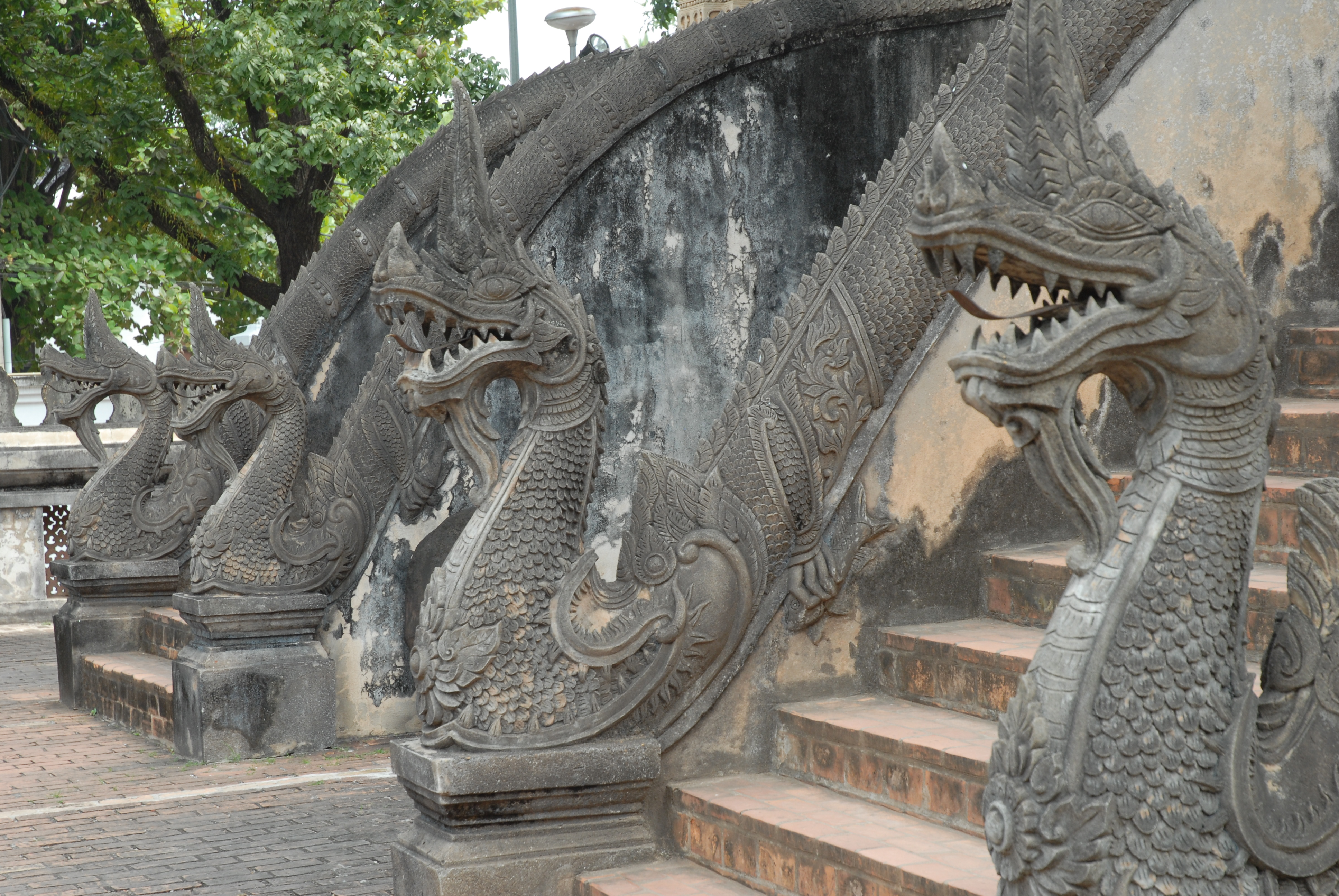
Scările de la intrare
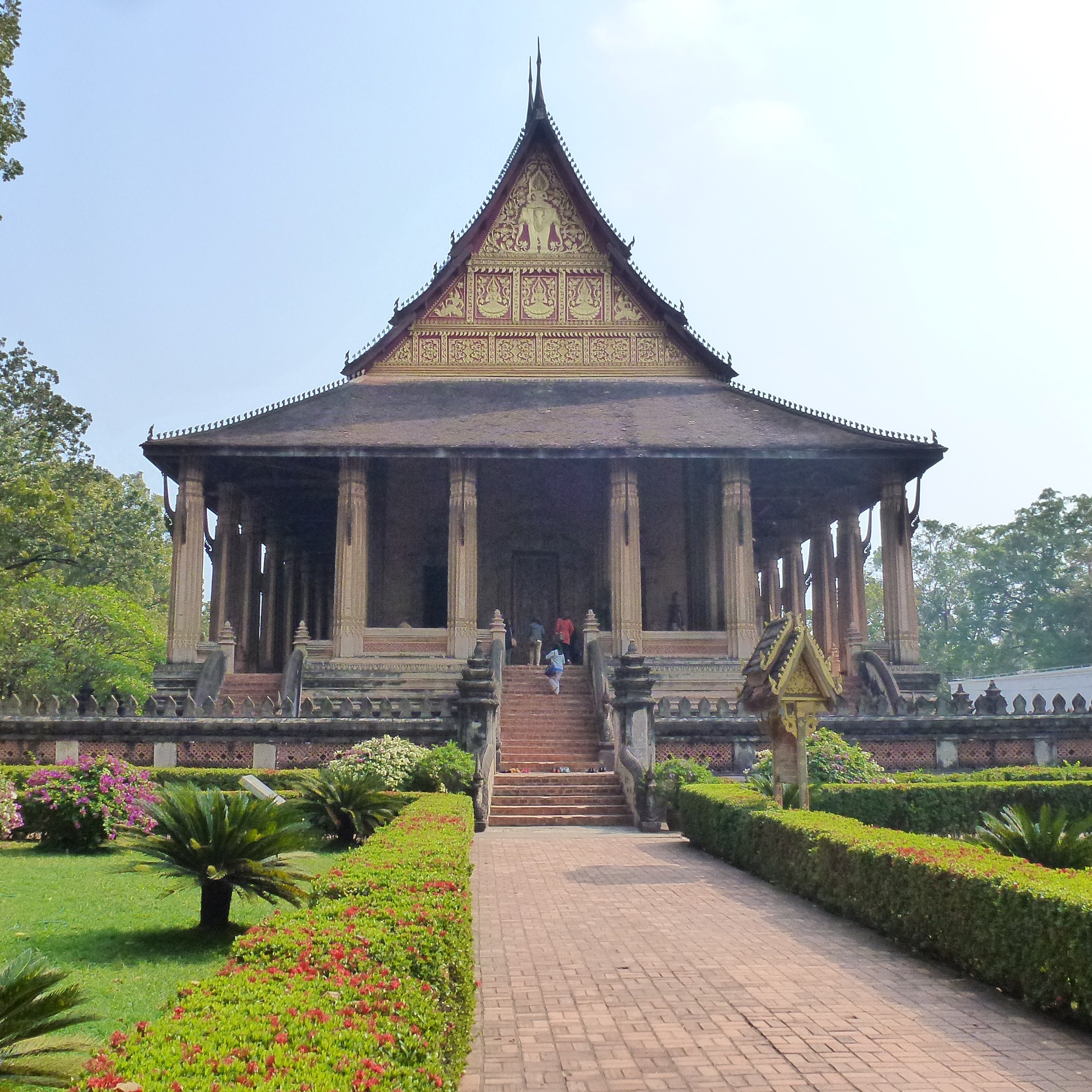
Vedere din față

## Listă de referințe
1. 1 2 3  en „Vientiane Municipality”. Official Website of Lao Tourism. Arhivat din original la 26 octombrie 2013. Accesat în 6 iunie 2017.
2. 1 2 3  en Andrew Burke, Justine Vaisutis (2007). Laos. Lonely Planet. p. 95. ISBN 978-1741045680.
3. ↑  en Marc Askew; Colin Long; William Logan (2006). Vientiane: Transformations of a Lao landscape. Taylor & Francis Ebooks. ISBN 9781134323647.
4. ↑  en „Ho Phra Keo”. Old Stones.
5. ↑  „Wat Ho Phra Keo in Vientiane”. Visit Laos.
6. 1 2  „Haw Phra Kaew”. Renown Travel.